# Байрон, Уолтер
Уолтер Байрон (англ. Walter Byron; 11 июня 1899 — 2 марта 1972) — английский актёр кино. Наиболее значительной его ролью стала роль партнёра Глории Свенсон в фильме 1929 года «Королева Келли». киноактер. Всего за время своей карьеры в кино, которая продолжалась с 1926 по 1942 год, снялся в 66 фильмах.

## Избранная фильмография
- 1927 — Крокеты
- 1927 — Остров страсти / Passion Island — Тони
- 1927 — Один из лучших / One of the Best
- 1928 — Два маленьких барабинщика / Two Little Drummer Boys
- 1928 — Пассажир
- 1928 — Победа
- 1928 — Томми Аткинс
- 1928 — Пробуждение / The Awakening
- 1929 — Королева Келли / Queen Kelly — принц Вольфрам
- 1929 — Священный огонь
- 1930 — Танцоры
- 1931 — Лев и Агнец
- 1931 — Бесшабашный час
- 1931 — Жёлтый билет
- 1932 — Только по уик-эндам / Week Ends Only
- 1932 — Три умницы / Three Wise Girls — Джерри Декстер
- 1932 — / The Savage Girl
- 1932 — Общественная девушка
- 1932 — Крестоносец
- 1935 — Не ставь на блондинок / Don’t Bet on Blondes — Дуайт Бордман
- 1935 — Фоли-Бержер де Пари
- 1936 — Мария Шотландская / Mary of Scotland
- 1937 — Назад в обращении
- 1938 — Мистер Боггс оступился